# Le Fate Ignoranti
Le Fate Ignoranti (prt: Os Anjos Ignorantes; bra: Anjos Ignorantes) é uma série de televisão via streaming italiana de drama romântico produzida pela R&C Produzioni. A série é implementada por Ferzan Özpetek, que também foi responsável pelo filme italiano de 2001 Le fate ignoranti, no qual a série é baseada. A série estreou em 13 de abril de 2022 na Itália e outros países selecionados no Star via Disney+ como uma série original.

## Enredo
A vida perfeita de Antonia toma um rumo inesperado e trágico quando seu marido Massimo morre em um grave acidente de trânsito. Após sua morte, Antonia descobre que Massimo teve um caso durante o casamento. Mas ao contrário do que se supunha inicialmente, não com uma mulher, mas com um homem chamado Michele. Devastada com a notícia, Antonia se encontra com Michele e seu grupo de amigos. Michele mora em sua casa com amigos de diferentes origens. Cada um de seus amigos é individual e tem sua própria história e problemas. Não importa de onde você venha, não importa sua aparência, não importa como você seja e não importa qual seja sua sexualidade, todos vivem na melhor harmonia possível uns com os outros. Uma amizade inesperada e comovente se desenvolve entre Antonia e Michele. E todos eles passam por um momento de mudança em que crescem com seus problemas e ampliam seus horizontes pessoais.

## Elenco
- Cristiana Capotondi como Antonia
- Eduardo Scarpetta como Michele
- Luca Argentero como Massimo
- Carla Signoris como Veronica
- Serra Yılmaz como Serra
- Burak Deniz como Asaf
- Paola Minaccioni como Luisella
- Ambra Angiolini como Annamaria
- Anna Ferzetti como Roberta
- Edoardo Purgatori como Riccardo
- Filippo Scicchitano como Luciano
- Lilith Primavera como Mara
- Edoardo Siravo como Valter
- Samuel Garofalo como Sandro
- Maria Teresa Baluyot como Nora
- Patrizia Loreti como Marie #1
- Giulia Greco como Marie #2
- Mimma Lovoi como Marie #3

## Episódios
| N.º na série | N.º na temp. | Título                             | Dirigido por      | Escrito por                      | Lançamento          |
| ------------ | ------------ | ---------------------------------- | ----------------- | -------------------------------- | ------------------- |
| 1            | 1            | "L'Amore" "Amor"                   | Ferzan Özpetek    | Gianni Romoli                    | 13 de abril de 2022 |
| 2            | 2            | "L'assenza" "A Falta"              | Ferzan Özpetek    | Gianni Romoli                    | 13 de abril de 2022 |
| 3            | 3            | "Il segreto" "O Segredo"           | Gianluca Mazzella | Gianni Romoli                    | 13 de abril de 2022 |
| 4            | 4            | "Il tradimento" "A Traição"        | Gianluca Mazzella | Gianni Romoli e Carlotta Corradi | 13 de abril de 2022 |
| 5            | 5            | "La famiglia" "A Família"          | Gianluca Mazzella | Gianni Romoli e Massimo Bacchini | 13 de abril de 2022 |
| 6            | 6            | "Il mondo fuori" "O Mundo Lá Fora" | Gianluca Mazzella | Gianni Romoli e Massimo Bacchini | 13 de abril de 2022 |
| 7            | 7            | "Il viaggio" "A Viagem"            | Ferzan Özpetek    | Gianni Romoli e Carlotta Corradi | 13 de abril de 2022 |
| 8            | 8            | "L'altrove" "Em Outro Lugar"       | Ferzan Özpetek    | Gianni Romoli e Ferzan Ozpetek   | 13 de abril de 2022 |